# Mederdra
Mederdra är en stad i egionen Trarza i sydvästra Mauretanien. Staden hade 4 218 invånare (2013).

## Transport
Den ligger längs en föreslagen järnväg för att ansluta fosfatgruvor i Kaédi med huvud- och hamnstaden Nouakchott.